# Heliane Steden
Heliane Steden (18 juli 1964) is een voormalig tennisspeelster uit Mexico.
Steden werd geboren in Duitsland, maar emigreerde op jonge leeftijd naar Mexico. In 1981 bereikte zij de meisjeskwartfinale van het US Open. 
In 1987 speelde zij op Roland Garros in het damesdubbelspel, waar zij in de eerste ronde werd uitgeschakeld.
Op de Fed Cup speelde ze tussen 1981 en 1985 zestien partijen voor Mexico.
Op de Pan-Amerikaanse Spelen van 1983 behaalde Steden een bronzen medaille. 
Van 1983 tot 1986 studeerde Steden aan de University of Southern California, waar zij ook bij het universiteitsteam speelde.
Na haar tenniscarrière bleef Steden in de VS wonen en werken.